# Штамм (роман)
«Штамм. Начало» (англ. The Strain) — роман ужасов о вампирах, написанный Гильермо Дель Торо и Чаком Хоганом в 2009 году. Продолжением романа служат Штамм. Закат (2010) и Вечная ночь (2011), вместе составляющие трилогию Штамм.
Дель Торо изначально задумал свой роман «Штамм» как телесериал, но не мог найти финансовую поддержку. Его агент предложил ему создать серию романов. Дель Торо предложил соавторство Хогану в серии романов, объяснив это тем, что умеет писать короткие рассказы и сценарии, но не романы. Хоган согласился работать над проектом, прочитав лишь первые полторы страницы. Оба автора сотрудничали первый год, имея лишь устные договорённости, без совместного договора на издательство рукописи.
Сериал «Штамм» телеканала FX является экранизацией романа.

## Начало истории
Boeing 767 приземляется в Международном аэропорту им. Джона Кеннеди и замирает на рулёжной дорожке «Фокстрот». Все шторки на окнах опущены. Весь свет выключен. Все каналы связи молчат. Руководство аэропорта и службы, пришедшие на помощь, теряются в догадках о произошедшем, пока на помощь не приходят специалисты Центра по контролю и профилактике заболеваний (ЦКПЗ). Доктор Эфраим «Эф» Гудвезер, глава эпидемиологической группы быстрого реагирования «Канарейка» в Нью-Йорке, составляет план и проникает внутрь лайнера, но видит там такой ужас, что кровь застывает в жилах.
В это время в ломбарде в Восточном Гарлеме переживший Холокост профессор Авраам Сетракян узнаёт о произошедшем. И он знает, что назревает война.
Так начинается эпическое сражение с вирусом вампиризма, распространяющимся на улицах Нью-Йорка. «Эф» вместе с Сетракяном и пёстрым отрядом бойцов пытается остановить вирус и спасти свой город (в котором остались его жена и сын), пока не стало слишком поздно.

## Природа вампиризма
В книге особое внимание уделяется вампиризму как разновидности паразита, жизненный цикл и физическая адаптация которого превращает человека в вампира. Переносчиком вампиризма являются гельминты наподобие волосатиков, которые, попадая в кровь человека-хозяина (при укусе вампира либо непосредственно через раны и анатомические отверстия), вводят быстродействующий и неизлечимый вирус. Манипулирование генами хозяина вызывает у человека многочисленные радикальные физические изменения.

### Физиология вампиров
Первым и наиболее выразительным признаком вампира является длинный хоботок, расположенный под языком хозяина и достигающий длины до шести футов. Это «жало» позволяет вампиру высасывать кровь и заражать человека капиллярными червями. Нижняя челюсть вампира при выпускании «жала» становится подвижной, как у змей. Из-за изменений структуры тканей лёгких и горла вампир теряет возможность разговаривать, и лишь воспроизводит простые односложные слова (например, «мама», «папа», «помогите», «холодно», и т.д.).
Вампир изменяет внешность хозяина, постепенно избавляясь от тех человеческих признаков, которые не соответствуют его жизненному циклу. Волосы и ногти выпадают, нос и уши атрофируются, а кожа вампира становится гладкой и бледной, лишь при недавнем кормлении приобретая красноватый оттенок. Глаз вампира состоит из чёрного зрачка, окруженного красной склерой и защищённого белой мигательной перепонкой. Средние пальцы обеих рук удлиняются и становятся сильнее, а вместо потерянных ногтей вырастают крупные когти. Размножение вампиров происходит только через вирусную инфекцию, так как половые органы вампира также атрофируются, делая его неспособным к зачатию.
Пищеварительная и кровеносная системы вампира значительно проще человеческих и сливаются воедино, все внутренние органы вампира напоминают ряд взаимосвязанных опухолей. При питании кровь транспортируется по всей этой системе с помощью густой, вязкой белой жидкости, служащей эквивалентом крови. Капиллярные черви находятся в этой жидкости, перемещаясь по всей системе кровообращения, и часто видны под тонкой кожей вампира. Как и у грызунов, у вампиров пища переваривается путём брожения. Отходы жизнедеятельности имеют вид острого испарения на основе аммиака и выделяются через ректальное отверстие во время кормления, когда старая пища заменяется на свежую кровь.
Температура тела вампира очень высокая и составляет 120 градусов по шкале Фаренгейта (или около 50 °C), что позволяет человеку почувствовать тепло их тела с расстояния нескольких метров.
После инфицирования червями большинство из физических изменений трансформации из человека в вампира происходит постепенно и сопровождается сильной болью. Недавно «обращённый» человек будет находиться в состоянии анабиоза в течение всего дня, просыпаясь на следующую ночь уже в виде новорожденного вампира. Первым признаком вампира является «жало», которое позволяет питаться, остальные признаки (облысение, когти на среднем пальце, отсутствие отдельных внутренних органов) развиваются в течение первых семи суток после инфицирования. Нервная система молодого вампира слаба и его движения выглядят неуклюжими и неловкими, но как только вампир созревает он становится гораздо более гибким, может прыгать на большие расстояния и подниматься по ровным поверхностям с помощью своих когтей. Полное созревание вампира происходит за 30 суток.
Несмотря на значительные отличия биологии вампиров от тех, которые можно встретить в легендах о них, одна из наиболее значительных особенностей остаётся неизменной: бессмертие. Если вампира не уничтожат физически или он не попадёт на солнечный свет, паразиты внутри него не ослабнут и дадут хозяину вечную «жизнь». Даже в случаях сильного повреждения тела хозяина, вампир достаточной силы способен перенести сознание (путём передачи капиллярных червей) от одного человека к другому.

### Органы чувств вампиров
Сенсорный аппарат вампира очень хорошо приспособлен для ночного образа жизни. Способность различать цвета заменяется способностью видеть тепловое излучение, что оживляет монохромный мир вампира источниками тепла (например человеческого). Несмотря на потерю внешних ушей, слух вампира становится значительно острее.
Значительное усиление восприятия вампира происходит за счёт «коллективного разума», когда каждый новый вампир делится информацией с Древним. Каждый вампир имеет определённую телепатическую связь, позволяющую отправлять и получать мысли и сенсорную информацию от Древнего. Таким образом Древние вампиры напрямую могут воздействовать на своё «потомство» с помощью психической связи, несмотря на расстояния. Возможно, благодаря своим антирадиационным свойствам, свинец способен блокировать эту связь.
Несмотря на биологическую неспособность разговаривать, вампиры могут общаться с людьми с помощью телепатии. Многие вампиры пытаются подражать человеческой речи, двигая губами в такт передачи мысли.
Древний вампир может использовать телепатию в виде оружия, известного как «шум», который представляет ментальный удар, способный подавить сознание окружающих людей.
Вампиры также испытывают непреодолимое желание заразить членов своей семьи и тех близких, что их окружали, когда они были людьми. В этом им помогает уникальная способность, схожая с хомингом у голубей.

### Слабые места вампиров
Большинство из вампирских «слабостей» в представлениях людей действительно имеет силу, но объясняется с точки зрения конкретного воздействия на биологию вампиров.
Солнечная радиация смертельна для вампиров из-за ультрафиолетового излучения в UVC-диапазоне. Это обусловлено бактерицидными свойствами волны, которая разрушает вирус в тканях вампира. Локальные источники UVC-света, такие как люминесцентные лампы, способны отразить нападение вампира, как горящий факел отражает животных. При длительном нахождении под прямыми солнечными лучами или мощным источником UVC излучения, тело вампира иссыхает, обращаясь в прах.
Серебро, находящееся на оружии или в виде химического тумана, способно нанести ощутимый вред вампиру или даже убить его. Как и в случае с солнечным светом, это связано с бактерицидными свойствами металла повреждающим вирусную природу вампира. В то время как обычное оружие (свинцовые пули, стальные лезвия) способно нанести физический вред вампиру, но не способно его убить (если только не попасть в голову и в ствол мозга). Серебро, кроме изнурительной боли, вызывает у вампира чувство страха и способно полностью обездвижить его.
Повреждение позвоночника любым способом также является эффективным средством борьбы с вампирами. В то время как упрощённая система внутренних органов делает вампира мало уязвимым для физических повреждений, обезглавливание приведёт к смерти вампира.
Несмотря на отсутствие каких-либо биологических особенностей, мешающих в этом, вампиры, тем не менее, не способны пересекать проточные воды. По-видимому, это как-то связано с их происхождением от Древнего, но конкретных разъяснений по этому поводу в романе нет. Однако это отвращение к воде может быть преодолено, если вампир помогает человеку (или получил от него «приглашение»).
Традиционная религиозная защита от вампира, такая как распятие или святая вода, не имеет никакого эффекта. Распространение этого суеверия приписывается «горячему ирландскому воображению» Брэма Стокера.
Чеснок, как другое народное средство от вампиров, также не имеет заметного воздействия.
Старинные посеребрённые зеркала, хотя и не позволяют нанести вред вампиру, тем не менее раскрывают его присутствие. Хотя вампир и имеет отражение, оно размыто и искажено, подобно картинке, двигающейся с невероятной скоростью. Современные зеркала, покрытые хромом, не имеют такого эффекта и вампир в них имеет обычное отражение.

## Персонажи

### Доктор Эфраим «Эф» Гудвезер
Эф, как глава эпидемиологической группы быстрого реагирования Центра по контролю и профилактики заболеваний США «Канарейка» в Нью-Йорке и недавно переживший развод отец, пытается совместить борьбу за опеку над сыном Заком со своими обязанностями эпидемиолога. Он и его команда первые реагируют на события с трансатлантическим лайнером и начинают расследование загадки массовых жертв. Не в состоянии найти схожесть симптомов инфицированных пассажиров ни с одной известной болезнью, Эф убеждается в правдивости слов Авраама Сетракяна о вампирах. Дискредитированный человеческими сторонниками вампиров в ЦКПЗ, доктор Гудвезер вынужден начать скрываться как от властей, так и от нежити. Каждое действие Эфа обусловлено защитой сына.

### Нора Мартинес
Квалифицированный врач-эпидемиолог, Нора — второй, после Эфраима, человек в группе «Канарейка». Она и Эф пытаются с переменным успехом завести отношения, осложняющиеся повышенным стрессом их медицинской карьеры и затяжной депрессии Гудвезера из-за надвигающегося развода. Нора быстро догадывается о заговоре вампиров и не желает оставаться в стороне от происходящего.

### Профессор Авраам Сетракян
Армянский еврей, бежавший из концентрационного лагеря Треблинка во время Второй мировой войны, профессор Сетракян является (возможно фанатичным) охотником на вампиров уже более шести десятилетий. Несмотря на искалеченные после первой встречи с Мастером руки, Сетракян владеет серебряным мечом и является экспертом в области биологии вампиров и их истребления, обучая Эфа и Нору своему делу. Его решимость и воля сильны, но слабое сердце стало препятствием для его поисков на протяжении всей жизни.

### Мастер / Юзеф Сарду
Один из Древних (семи первых вампиров) Мастер обитает в теле Юзефа Сарду, польского дворянина XIX века, страдающего гигантизмом. В то время как Сарду был добрым и в значительной степени немощным в своём состоянии, Мастер, заняв его тело, сделал Юзефа неестественно сильным и жестоким. Нарушив территориальное перемирие между ним и другими Древними, Мастер запускает цепь событий, призванных изменить мир по его тёмному представлению. Благодаря сотрудничеству с Элдричем Палмером, умирающим миллиардером, жаждущем бессмертия, Мастер получает неограниченную финансовую и политическую власть для обеспечения начала «Вечной ночи». Сторонниками Мастера среди нежити являются Томас Эйхорст, бывший комендант концентрационного лагеря Треблинка, и Габриэл Боливар, развратный и харизматичный шок-рокер.

### Василий Фет
Крысолов украинского происхождения, работающий в Нью-Йоркском Бюро по борьбе с вредителями, открывший правду о вампирах в одном из заброшенных зданий. Разыскав Эфа через личные связи в ЦКПЗ, он вкладывает свои навыки истребителя паразитов и крепкое телосложение в общее, для Сетракяна и Эфа, дело. Верный и непоколебимо храбрый, он становится настоящим приёмным сыном для старого профессора.

### Аугустин «Гас» Элисальде
Только что вышедший из тюрьмы для несовершеннолетних член мексиканской банды, Гас получает задание вывезти из аэропорта в другой район города таинственный груз, оказавшийся гробом Мастера — вампиры не могут самостоятельно пересекать воду. Позднее Гас подвергается нападению вампиров на улице Таймс-сквер. Бросив одно из существ под колёса автомобиля, Гас попадает под арест. Узнав правду от временного находящегося в заключении Сетракяна, Гас устраивает побег и становится одним из убийц вампиров в своём районе. Принятый на работу другими Древними, объявившими «день охотника» против экспоненциально растущих орд Мастера, Гас собирает пёструю группу бойцов, состоящую в том числе и из «свободного борца» Ангела и гангстера с серебряными зубами Алонсо Крима.

### Элдрич Палмер
Один из самых богатых людей в мире, Элдрич Палмер жаждет лишь одну вещь, которую не может купить за все свои деньги: бессмертие. Страх смерти заставляет пожилого магната заключить договор с Мастером, отдав всё своё состояние, политическое влияние и судьбу человеческой расы в обмен на место нежити рядом с королём вампиров. (Его имя является отсылкой к роману Три стигмата Палмера Элдрича Филипа Дика).

### Доктор Эверетт Барнс
Как директор Центра по контролю и профилактики заболеваний США, Барнс является непосредственным начальником Норы и Эфа. Отлично разбирающийся в политике и аспектах СМИ относительно медицины, он, как проницательный бюрократ, сохраняет причудливый образ «доктора из глубинки». Его настойчивое ношение формы Службы общественного здравоохранения как формы офицера ВМС, а также его белая бородка, делают его похожим на полковника Сандерса.

### Келли Гудвезер
Бывшая жена Эфа и его противник в борьбе за опеку над их единственным сыном. Келли — школьный учитель и яростно защищающаяся мать, которая ни перед чем не остановится, чтобы выставить своего бывшего мужа как неподходящего родителя. Эф очень обеспокоен растущим влиянием её сожителя, Мэтта, на Зака.

## Отзывы
The Times Literary Supplement напечатал рецензию Питера Миллера 23 мая 2009 года. Рецензия с положительной стороны отмечает «быстрый старт» повествования, а также похожесть романа на голливудский фильм, что автор рецензии связывает с работой Гильермо Дель Торо в качестве режиссёра. Возможно это связано с первоначальным желанием Дель Торо создать киноверсию романа. Ксан Брукс из The Guardian называет роман «мясистой, апокалиптической басней» и «стремительной, высоко-концептуальной прогулкой, которая, кажется, идеально подходит для адаптации под широкие экраны — что должно вызывать у Хогана восторг — или в форме кабельного сериала. И всё же роман первый выстрел делает в сторону прошлого, снимая шляпу перед своим выдающимся предком.» Он называет вампиров «безмозглыми марионетками пиявок.»
Зак Хандлен в рецензии на The A.V. Club высказал меньше энтузиазма, заключив что:
"результатом является предсказуемый, но интересный триллер. Главы бьют короткими очередями, имитируя многобюджетный блокбастер. Это хорошо для быстрого чтения, но скоропалительный парад символов не оказывает должного влияния. Построенный мир лучше всего работает, выбиваясь из клише и вызывая честные эмоции. Фанаты Дель Торо наверняка отметят ряд знакомых мотивов — поиски бессмертия, физиономии вампиров, и все популярные вещи в банках — но эти мотивы приглушены на страницах романа."